# Verenigde Europese democraten
Verenigde Europese democraten was een fractie in het Europees Parlement.

## Geschiedenis
De fractie Verenigde Europese democraten werd gevormd na de Europese Parlementsverkiezingen van 1984. De fractie was de opvolger van de fractie van de Europese democraten voor de vooruitgang.
Op 6 juli 1995 fuseerde de fractie met de (hoofdzakelijk uit vertegenwoordigers van de Italiaanse partij Forza Italia bestaande) fractie Forza Europa. De naam van de nieuwe fractie werd Unie voor Europa.

## Leden
| Land                | Nationale partij                 | Zetels | Zetels | Zetels |
| Land                | Nationale partij                 | 1984   | 1989   | 1994   |
| ------------------- | -------------------------------- | ------ | ------ | ------ |
| Frankrijk           | Rassemblement pour la République | 20     | 13     | 14     |
| Griekenland         | Dimokratiki Ananeosi             | -      | 1      | -      |
| Griekenland         | Politiki Anixi                   | -      | -      | 2      |
| Ierland             | Fianna Fáil                      | 8      | 6      | 7      |
| Portugal            | Partido Renovador Democrático    | - / 2  | -      | -      |
| Portugal            | Partido Popular                  | -      | -      | 3      |
| Verenigd Koninkrijk | Scottish National Party          | 1      | [ 3 ]  |        |
| totaal              | totaal                           | 29/31  | 20     | 26     |